# Ификл (сын Фестия)
Ификл (др.-греч. Ἰφικλῆς) — персонаж древнегреческой мифологии. Сын Фестия и Евритемиды (или Левкиппы). Аргонавт. Участник погребальных игр по Пелию, состязался в беге.
Участник Калидонской охоты, по одной из версий, первым поразил вепря. Убит Мелеагром после ссоры из-за раздела добычи.